# Decebal Gheară
Decebal Gheară (n. 12 septembrie 1978 în Hunedoara) este un fost fotbalist român.

## Cariera
A jucat pentru echipele:

### Juniori
- Corvinul Hunedoara (1990-1991)
- Corvinul Hunedoara (1991-1992)
- Corvinul Hunedoara (1992-1993)
- Corvinul Hunedoara (1993-1994)
- Corvinul Hunedoara (1994-1995)

### Seniori
- Corvinul Hunedoara (1995-1996)
- Minerul Certej (1996-1997)
- Minerul Certej (1997-1998)
- Corvinul Hunedoara (1998-1999)
- Corvinul Hunedoara (1999-2000)
- Corvinul Hunedoara (2000-2001)
- Corvinul Hunedoara (2002-2003)
- Oțelul Galați (2003-2004)
- Oțelul Galați (2004-2005)
- Panahaiki 2005 (2005-2006)
- Farul Constanța (2005-2006)
- Farul Constanța (2006-2007)
- Farul Constanța (2007-2008)
- Delta Tulcea (2008-2009)
- Săgeata Stejaru (2009-2010)
- Săgeata Năvodari (2010-2011)
- Săgeata Năvodari (2011-2012)